# Dominique Parrenin
Pour les articles homonymes, voir Parrenin.
Dominique Parrenin, né le 1er septembre 1665 au Russey (Doubs) et mort le 29 septembre 1741 à Pékin (Chine), est un prêtre jésuite et géographe français, traducteur, missionnaire en Chine, notamment auprès de l'empereur Kangxi. Son nom chinois est 巴多明 (Ba Duo Ming).

## Biographie
Lui même élève des jésuites (collège de Lyon), il entre dans la Compagnie de Jésus le 1er septembre 1685 plutôt que d'embrasser une carrière séculière. Sa formation théologie achevée il est envoyé en Chine en 1697. Sa culture et son usage familier du chinois et du mandchou attirent l'attention de l'empereur Kangxi qui le réclame auprès de lui. 
Compagnon de voyages de l'empereur, il visite les chrétiens chinois ainsi que les personnages importants de la cour et les hauts dignitaires de l'empire qu'il incite à regarder la propagation du christianisme avec bienveillance. Il travaille au passage comme interprète pour différentes délégations européennes.
Devenu empereur, Yongzheng, fils de Kangxi, fait bientôt connaître son aversion pour le christianisme, mais l'épargne relativement du fait de sa considération pour les missionnaires présents à Pékin, le Père Parrenin principalement. Dans son projet de rapprochement de l'Europe chrétienne et de la Chine impériale, il est à l'origine d'un projet d'école pour jeunes mandchous se préparant à devenir diplomates auprès des cours européennes.
Parrenin décède à Pékin le 29 septembre 1741.

## Travaux
Tout en satisfaisant la curiosité de l'empereur Kangxi, particulièrement en ce qui concerne la physique, la médecine et l'histoire de l'Europe, il soutient que la culture scientifique de l'Occident est due au christianisme. 
Parrenin est impliqué dans l'élaboration d'un plan majeur de cartographie de la Chine; Kangxi ayant suscité le désir de voir l'ensemble de son royaume cartographié. En 1700, le P. Parrenin élabore alors le plan des provinces de Petchili, Shan-tung, et Liao-toung et collabore à celui de Pékin et ses environs.
Il traduit en mandchou, à la demande de l'empereur, plusieurs des œuvres publiées par l'Académie des Sciences de Paris. Entre 1723 et 1740, il échange diverses correspondances avec Dortous de Mairan et Nicolas Fréret à propos de leurs « doutes » sur l'histoire, la chronologie et l'astronomie des Chinois.

## Œuvre
- Lettres édifiantes et curieuses, recueil 26, préface et Lettre du P. Chalier, Paris, 1753 ; Dans ces lettres, il fait l'éloge des princes de la famille Sounou, dont il acheva la conversion, commencée par le Père Suarez.
- Correspondance scientifique du missionnaire français à Pékin au XVIIIe Siècle, Revue du monde catholique, 1883 ;
- Lettre du P. Antoine Gaubil sur la mort du P. Parrenin, Bibliothèque Nationale, non édité ;
- Lettres de M. de Mairan au P. Parrenin, contenant diverses questions sur la Chine, Paris, 1759–70 ;